# Єдера
Єдера (рум. Iedera) — комуна у повіті Димбовіца в Румунії. До складу комуни входять такі села (дані про населення за 2002 рік):
- Єдера-де-Жос (1582 особи) — адміністративний центр комуни
- Єдера-де-Сус (1416 осіб)
- Колібаші (563 особи)
- Крікову-Дулче (406 осіб)

Комуна розташована на відстані 74 км на північний захід від Бухареста, 18 км на північний схід від Тирговіште, 69 км на південь від Брашова.

## Населення
За даними перепису населення 2002 року у комуні проживали 3967 осіб.
Національний склад населення комуни:
| Національність | Кількість осіб | Відсоток |
| -------------- | -------------- | -------- |
| румуни         | 3783           | 95,4%    |
| цигани         | 182            | 4,6%     |
| угорці         | 2              | 0,1%     |

Рідною мовою назвали:
| Мова      | Кількість осіб | Відсоток |
| --------- | -------------- | -------- |
| румунська | 3965           | 99,9%    |
| угорська  | 1              | < 0,1%   |
| циганська | 1              | < 0,1%   |

Склад населення комуни за віросповіданням:
| Релігія        | Кількість осіб | Відсоток |
| -------------- | -------------- | -------- |
| православні    | 3843           | 96,9%    |
| п'ятдесятники  | 47             | 1,2%     |
| адвентисти     | 31             | 0,8%     |
| лютерани       | 31             | 0,8%     |
| бретрени       | 7              | 0,2%     |
| греко-католики | 1              | < 0,1%   |

## Зовнішні посилання
- Дані про комуну Єдера на сайті Ghidul Primăriilor [Архівовано 5 грудня 2009 у Wayback Machine.]